# ウィンスロップ・グラハム
ウィンスロップ・グラハム (Winthrop Graham、1965年11月17日 - )は、ジャマイカの陸上競技選手。1988年ソウルオリンピック、1992年バルセロナオリンピックの銀メダリストである。

## 経歴
グラハムは、1988年ソウルオリンピックで400mハードルと、4×400mリレーに出場、400mハードルは48秒04の好タイムながら、5位という結果に終わる。しかし、4×400mリレーでは、世界タイ記録を出したアメリカに次いで、2位となり銀メダルを獲得する。
4年後の1992年バルセロナオリンピックでは、世界新記録を樹立したアメリカのケビン・ヤングに次いで、47秒66の記録で2大会連続の銀メダルを獲得した。
グラハムは、1996年アトランタオリンピックの400mハードルにも出場したが、途中棄権に終わっている。

## 自己ベスト
- 400mハードル 47秒60 (1993年)

## 主な実績
| 年   | 大会                   | 場所                               | 種目         | 結果 | 記録      |
| ---- | ---------------------- | ---------------------------------- | ------------ | ---- | --------- |
| 1987 | パンアメリカンゲームズ | インディアナポリス(アメリカ合衆国) | 400mハードル | 1位  | 48秒49    |
| 1988 | オリンピック           | ソウル(韓国)                       | 400mハードル | 5位  | 48秒04    |
| 1988 | オリンピック           | ソウル(韓国)                       | 4×400mリレー | 2位  | 3分00秒30 |
| 1991 | 世界陸上選手権         | 東京(日本)                         | 400mハードル | 2位  | 47秒74    |
| 1991 | 世界陸上選手権         | 東京(日本)                         | 4×400mリレー | 3位  | 3分00秒10 |
| 1992 | オリンピック           | バルセロナ(スペイン)               | 400mハードル | 2位  | 47秒66    |
| 1993 | 世界陸上選手権         | シュトゥットガルト(ドイツ)         | 400mハードル | 3位  | 47秒62    |